# Становисько (Підляське воєводство)
Становисько (пол. Stanowisko) — село в Польщі, у гміні Ґіби Сейненського повіту Підляського воєводства.
Населення — 34 особи (2011).
У 1975-1998 роках село належало до Сувальського воєводства.

## Демографія
Демографічна структура станом на 31 березня 2011 року:
|          | Загалом | Допрацездатний вік | Працездатний вік | Постпрацездатний вік |
| -------- | ------- | ------------------ | ---------------- | -------------------- |
| Чоловіки | 15      | 0                  | 10               | 5                    |
| Жінки    | 19      | 2                  | 9                | 8                    |
| Разом    | 34      | 2                  | 19               | 13                   |